# Hot Potatoes
Hot Potatoes ist eine eingestellte Autorensoftware, die ab Oktober 2009 als Freeware verfügbar war.
Die einzelnen Module erzeugen JavaScript-basierte, interaktive HTML-Seiten, mittels derer Lernmaterialien erzeugt werden können. Hot Potatoes ist als Windows-, Linux- und Mac-Version verfügbar.

## Module
- JBC (Multiple Choice)
- JQuiz (Freie Texteingabe)
- JCloze (Lückentexttest)
- JCross (Kreuzworträtsel)
- JMix (Schüttelsatz/ -wort)
- JMatch (Zu- bzw. Anordnung)